# August Hofman
Pour les articles homonymes, voir Hofman.
August Hofman  est un footballeur  et entraîneur belge né le 29 décembre 1923 à Anvers (Belgique) et mort le 7 septembre 2003.
Milieu de terrain du Royal Antwerp Football Club, il joue 118 matchs officiels de 1946 à 1952. Dans le même club, il effectuera une carrière d'entraîneur et de formateur.